# Mapei
Mapei — італійська компанія з виробництва сухих будівельних сумішей. Заснована у 1937 році. Головний офіс розташовується в Мілані.
Mapei є одним з світових лідерів з виробництва клеїв, герметиків та продуктів будівельної хімії.

## Історія
Компанія "Mapei" була заснована 12 лютого 1937 року Rodolfo Squinzi на околицях Мілана як невелике сімейне підприємство, на якому працювало всього лише три працівники. Назва Mapei — абревіатура, в перекладі з італійської означає «Допоміжні матеріали для будівництва та промисловості». Виробництво почали з випуску фарб і клеїв для укладання лінолеуму, потім почалось виробництво клеїв для укладання керамічної плитки, натурального каменю, килимових, дерев'яних і ПВХ покриттів, а також інших видів продукції будівельної хімії. 

Група Mapei динамічно розвивалася і, коли в 1970-х роках італійський ринок керамічної плитки різко збільшився, компанія вже мала великі можливості і могла запропонувати широкий асортимент спеціалізованих матеріалів, які допомагали прискорити укладання плитки, зробити її більш якісною та безпечною, ніж використання звичайного цементного розчину.

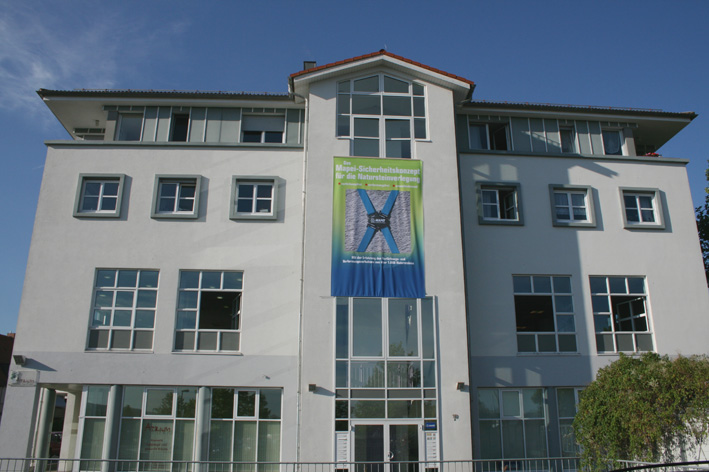
Офіс Mapei в Ерленбах-ам-Майні (Німеччина)

Засновники Mapei розуміли, що основна перевага полягає в постійному вдосконаленні матеріалів за допомогою найсучасніших науково-дослідних лабораторій. Такий підхід дозволив компанії вийти на міжнародний ринок.
У 1978 році почався процес інтернаціоналізації виробництва: був відкритий завод в Канаді, потім заводи почали відкривати у багатьох інших державах. Кожен завод "Mapei" обладнаний власною лабораторією з контролю якості сировини і готових матеріалів кожної партії. 
У 2002 році Група Mapei придбала німецького виробника будівельної хімії Sopro Bauchemie GmbH. У наступні роки Група Mapei придбала цементний завод Górka Cement в Польщі, компанію Va.Ga, що займається виробництвом високоякісного піску в Італії, в 2006 році — Rasco Bitumentechnik, підприємство з виробництва бітумних матеріалів в Німеччині, у 2008 році — компанію POLYGLASS (Італія-США), що виробляє різні типи гідроізоляційних мембран, а в 2009 році — підприємство BETONTECHNIK (Австрія), що спеціалізується на виробництві добавок в бетон. 27 червня 2018 Група Mapei придбала Tecnopol Sistemas S.L., іспанського виробника гідроізоляції та теплоізоляційних систем.  

## Діяльність
Станом на лютий 2019 Група Mapei нараховує 87 дочірніх підприємств та 81 завод на п'яти континентах світу. Щодня компанії Групи Mapei відвантажують понад 25 000 тонн матеріалів.
Асортимент компанії налічує 16 ліній матеріалів:
- матеріали для укладання керамічної плитки та натурального каменю;
- еластичні клеї та герметики;
- гідроізоляція;
- матеріали для укладання LVT, еластичних, текстильних і спортивних покриттів;
- матеріали для укладання дерев'яних покриттів;
- захисні та декоративні фарби і штукатурки;
- звуко- та шумоізоляція;
- теплоізоляція;
- цементні та епоксидні промислові підлоги;
- матеріали для догляду за морськими суднами;
- матеріали для реставрації кам'яної кладки;
- матеріали для структурного посилення;
- матеріали для будівництва (ремонтні суміші, вирівнюючі розчини тощо);
- матеріали для підземного будівництва;
- добавки для бетону;
- інтенсифікатори помелу цементу.

Mapei збільшує свій асортимент, розробляючи інноваційні матеріали для будівельної індустрії. Компанія щорічно інвестує в дослідження 5% від свого обороту. В наукових дослідженнях і розробках працює понад 12 % персоналу Групи Mapei.

## Mapei і спорт
Mapei Italia володіє футбольним клубом «Сассуоло», який виступає в серії А.
Дочірня компанія Групи Mapei - ТОВ "Мапеі Україна" є головним спонсором жіночого волейбольного клубу «Хімік».